# Burunlu (Zərdab)
Burunlu è un comune dell'Azerbaigian situato nel distretto di Zərdab. Conta una popolazione di 622 abitanti.